# مصطفى شكور
مصطفى شكور (بالإنجليزية: Mustafa Shakur)‏ مواليد 18 أغسطس 1984 في فيلادلفيا، هو لاعب كرة سلة أمريكي بدأ مسيرته الاحترافية في سنة 2007 يلعب مع فريق نيكار ريزن لودفيغسبورغ في الدوري الألماني لكرة السلة كلاعب هجوم خلفي ويحمل الرقم 22. يبلغ طوله 6 قدم 3 بوصة (1.9 م).

## فرق لعب لها
- ساسكي باسكونيا
- واشنطن ويزاردز

## إحصائيات المسيرة

### الرابطة الوطنية لكرة السلة

#### الموسم الاعتيادي
| السنة   | الفريق               | لعب | بدأ | دقيقة | ميداني% | ثلاثية | حرة  | ارتداد | صنع | استلاب | تصدي | نقطة |
| ------- | -------------------- | --- | --- | ----- | ------- | ------ | ---- | ------ | --- | ------ | ---- | ---- |
| 2010–11 | واشنطن ويزاردز       | 22  | 0   | 7.2   | .356    | .100   | .533 | 1.0    | 1.1 | .2     | .1   | 2.3  |
| 2013–14 | أوكلاهوما سيتي ثاندر | 3   | 0   | 3.7   | .000    | .000   | .500 | .0     | 1.3 | .0     | .0   | .3   |
| المسيرة |                      | 25  | 0   | 6.8   | .339    | .091   | .529 | .9     | 1.2 | .2     | .1   | 2.1  |

## روابط خارجية
- مصطفى شكور على موقع الاتحاد الدولي لكرة السلة (الإنجليزية)
- مصطفى شكور على موقع الدوري الأوروبي لكرة السلة (الإنجليزية)
- مصطفى شكور على موقع إن بي أي (الإنجليزية)
- مصطفى شكور على موقع سبورتس رفرنس (الإنجليزية)
- مصطفى شكور على موقع الدوري الإسباني لكرة السلة (الإسبانية)
- مصطفى شكور على موقع كرة السلة الأوروبية.كوم (الإنجليزية)
- مصطفى شكور على موقع DraftExpress.com (الإنجليزية)
- مصطفى شكور على موقع كلية كرة السلة في سبورتس رفرنس.كوم (الإنجليزية)
- مصطفى شكور على موقع ريلجم (الإنجليزية)
- مصطفى شكور على موقع بروبوليرز (الإنجليزية)